# Sparkasse Neubrandenburg-Demmin

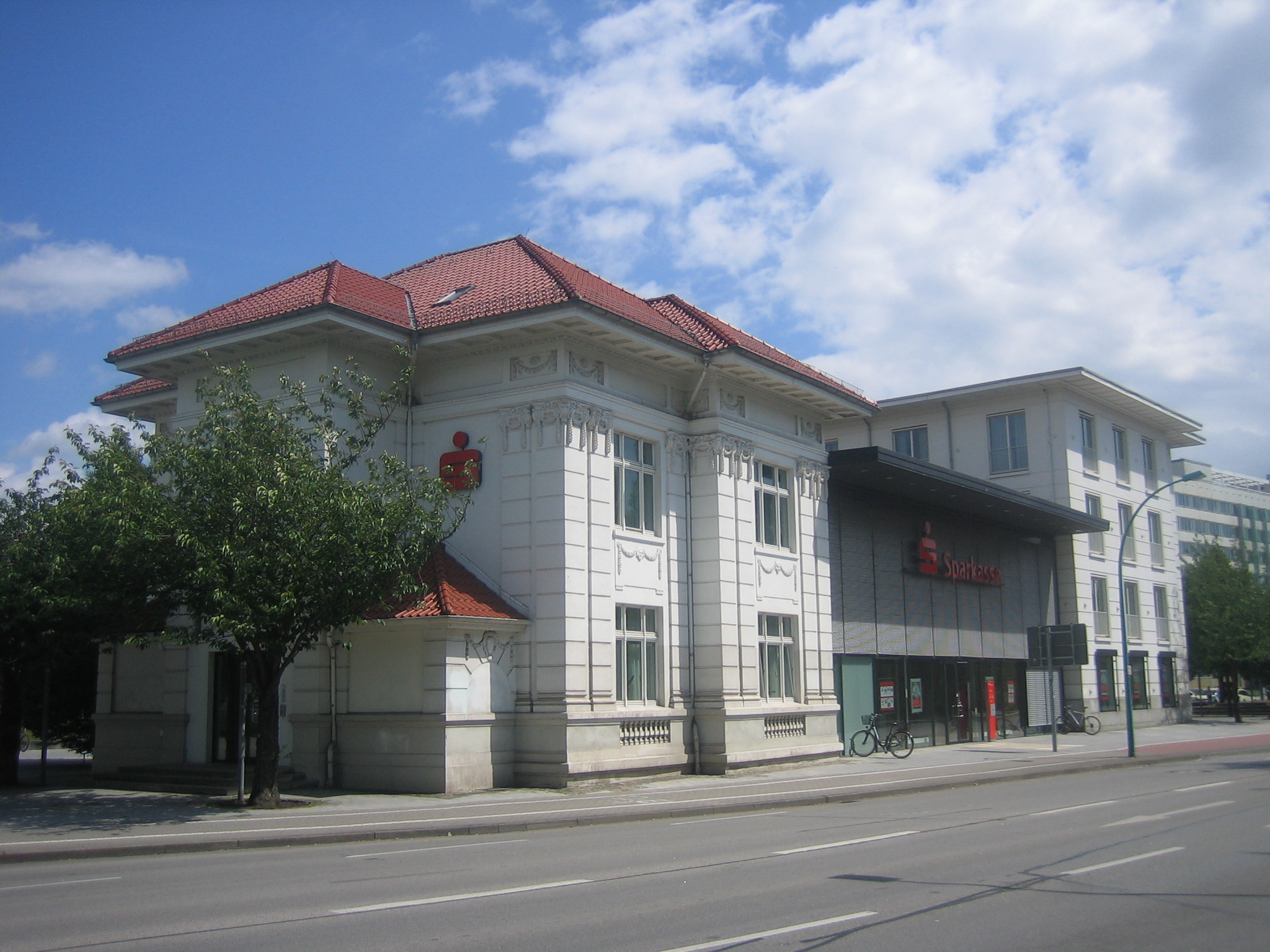
Filiale Löwenvilla, Friedrich-Engels-Ring 54

Die Sparkasse Neubrandenburg-Demmin ist eine im Bereich des Altkreises Demmin und der Stadt Neubrandenburg tätige Sparkasse mit Sitz in Neubrandenburg.

## Träger
Träger der Sparkasse ist der Sparkassenzweckverband für die Sparkasse Neubrandenburg-Demmin. Mitglieder des Zweckverbandes sind die Stadt Neubrandenburg (Anteil 60 %) und der Landkreis Mecklenburgische Seenplatte (Anteil 40 %).

## Wirtschaftliche Entwicklung
| Jahr                      | 2005    | 2006    | 2007    | 2008    | 2009    | 2010    | 2011    |
| ------------------------- | ------- | ------- | ------- | ------- | ------- | ------- | ------- |
| Bilanzsumme (Mio. Euro)   | 1.132,3 | 1.119,1 | 1.120,3 | 1.139,5 | 1.117,8 | 1.147,2 | 1.117,3 |
| Einlagen (Mio. Euro)      | 884,2   | 886,3   | 896,2   | 919,5   | 928,4   | 953,7   | 957,5   |
| Kundenkredite (Mio. Euro) | 613,7   | 564,1   | 526,8   | 497,2   | 468,9   | 417,2   | 431,1   |
| Mitarbeiter               |         | 383     | 363     | 353     | 334     | 336     | 329     |

## Struktur

### Vorstand und Verwaltungsrat
Der Vorstand der Sparkasse besteht aus zwei Personen: Vorstandsvorsitzender ist Peter Siebken, Vorstandsmitglied ist Sabine Schmidt.
Dem Verwaltungsrat gehören 15 Mitglieder an. Den Vorsitz hat Neubrandenburgs Oberbürgermeister Silvio Witt, erster Stellvertreter ist Heiko Kärger.

### Ehemalige Persönlichkeiten
- Frieder Jelen, 1. Stellvertretender Vorsitzender des Verwaltungsrates bis 30. September 2008[7]
- Siegfried Konieczny, Verwaltungsratsmitglied bis 30. September 2008, 1. Stellvertretender Vorsitzender von 1. Oktober 2008[7] bis 4. September 2011[6]

### Beteiligungen
Die Sparkasse ist mit 33,3 % an der Stadtentwicklungsgesellschaft Neubrandenburg mbH beteiligt.